# Торбено
Торбено I (італ. Torbeno I; д/н — 1110) — 5-й юдик (володар) Арборейського юдикату в 1100—1110 роках.

## Життєпис
Походив з династії Лакон-Гунале. Син Орцокко I, юдика Арбореї, та Ніватти Орву. У 1100 році успадкував трон. Ймовірно на той час був хворим або літнього віку, через що зробив сина Орцокко своїм співволодарем. Торбено разом із сином підписав хартію, в якій дозволив своїй матері Ніваті розпоряджатися замками Нураге Нігеллу та Массоне де Капрас, які вона розбудувала. Замок Капрас став згодом резиденцією правителів Арборейського юдикату.
За його панування ваги набув Констянтин Орубу. Також Ніватта Орву заповіла передані сином замок Нігеллу Генріху IV, імператорові Священної Римської імперії, який забезпечив сюзеренітет імперії над Аробейським юдикатом. Це зміцнило позиції у протистоянні з Пізанською республікою.
Можливо 1109 році брав участь у хрестовому поході проти Майоркської тайфи. Остання згадка про нього відноситься до 1110 року. Ймовірно, помер невдовзі після цього. Йому спадкував син Орцокко II.